# Förster-Beck-Eiche
Koordinaten: 51° 4′ 43,8″ N, 9° 2′ 55,2″ O
Die Förster-Beck-Eiche ist ein Naturdenkmal im Naturpark Kellerwald-Edersee, wo mehrere alte Eichen nach verdienten Forstleuten benannt sind.
Die markante Eiche – eine Stieleiche (Quercus robur L.) oder „Deutsche Eiche“ – ist benannt nach dem 1873 in Bringhausen geborenen Förster Wilhelm Beck, der von 1914 bis zu seiner Pensionierung 1939 im Forstrevier Hundsdorf Dienst tat.
Sie steht etwa 400 m südöstlich von Hundsdorf, einem Stadtteil von Bad Wildungen im nordhessischen Landkreis Waldeck-Frankenberg. Der Baum befindet sich 1,5 km südwestlich der Berthold-Eiche am entgegengesetzten Rand des gleichen Waldstücks. Er wurde etwa im Jahre 1816 (±30) gepflanzt. Er ist etwa 13 Meter hoch und sein Stamm hat auf 1,30 m Höhe einen Umfang von 4,58 m.